# レストラン「藤木」へようこそ
『レストラン「藤木」へようこそ』（レストランふじきへようこそ）は、高橋克典（同姓同名の俳優とは別人）による日本の小説。
2003年4月から2014年9月まで東武鉄道の無料月刊誌『マンスリーとーぶ』で連載されたものと、一部加筆されたのを合わせて、2015年に平原社から書籍化された。

## 概要
連載されていたフリーペーパーから、作品の舞台は東武伊勢崎線沿線の設定になっている、そのとある駅と近隣の住宅街のほぼ中間にある小さな下町洋食店「藤木」を切り盛りするスタッフ（家族など）および利用客が題材とされている。

## 登場人物

### レストラン「藤木」1期→「的場」
清太郎と敦子は、信孝の急死で「藤木」を引き継ぐが、信一に引き渡すと、東向島（同一沿線）に洋食店「的場」を開業した。清太郎時代に無償のアルバイト（理由は後述）をしていた和久井も、諸般の事情が有り清太郎のすすめで「的場」の手伝いを始めた。
的場清太郎
本作における主人公の一人。「藤木」の二代目シェフ。
初代シェフ・信孝とは兄弟弟子で、信孝の義弟（妹婿）にあたる。だが信孝とは違い、本格的なフランス料理を志していた。
信孝の急死で、美和子に懇願されて、店とメニューの大部分を引き継ぐ（美和子は店さえ引き継いでくれれば、本格フレンチでもいいと話したが、彼は店の趣旨を考慮して下町洋食店のままにした）。
家族は妻・敦子だけで、子供はいない。
信一のラーメン作りに対しては、反感はなかったにせよ消極的な態度であった（信一がラーメン店を手伝う話になった時は彼だけが相談を受けたが、敦子たちは薄々信一の行動を感づいた）。
西洋料理シェフを志したのは、幼少期に母と親戚の家に訪問の折に来店した洋食店で食べたミックス洋食がきっかけであった。
的場敦子
清太郎の妻で、信孝の妹にあたる。清太郎と一緒に「藤木」のスタッフになるまでは銀行に勤務していた。
信孝生前中（及び少なくとも清太郎と結婚するまで）は土曜日の昼過ぎ以降に限り、「藤木」を手伝っていた。
信孝に陣中見舞いした清太郎と出会い、お互いに見初めて結婚した。
清太郎が二代目シェフになると、彼女もホールとして美和子とともに働き始めた。
美和子ほどではないが、信一がラーメン店を始めるのではないかと誤解した事から（当初は）ラーメンを始めるのに反対していた。
和久井俊介
実家が医者の一族らしく、彼もそのレールに乗って私立の某医科大学に入学したが、洋食店で働きたい夢があったので「藤木」の扉を叩く。体系は小太りらしいので、美和子から「苦学しているように見えない」といわれる。
「ボランティアでいいので働かせて下さい」といい、また敦子たちが「あてにしないから、都合のいい日時だけ来ればいい」といわれ、条件が合わさったので、「藤木」で二年間無償で働く事になった（さすがにタダというわけにいかないので清太郎たちが賄い飯を提供している）。信一のラーメンをやりたい熱意を「藤木」で最初に賛同したのは彼であった。
三年生になり専門課程に入るのを機に、「藤木」を退職するが、清太郎の賄い飯「ボルガライス」の調査を始める為に休学したところから進路の雲行きが怪しくなった。

### レストラン「藤木」2期
物語に登場する、洋食店。信孝・清太郎・信一と三代続くが、彼等の方針が若干異なる為に客層は当然変化する（日曜日・正月以外で昼と夜の営業、夕方近くになると休止する）。店は清太郎、敦子から信一、奈津美にバトンタッチ（清太郎時代は調味料を各テーブルにあまり置かず必要に応じて入れる形にしたが、信一は信孝時代の様に卓上常備を復活させている）。
藤木信一
信孝・美和子の長男で、清太郎・敦子の甥にあたる（子供のいない清太郎・敦子にとっては実の息子同然である）。父のいない彼にとって清太郎・敦子は一番の相談相手であった（特に清太郎に対しては師匠とみなしている）。清太郎たちの斡旋によって調理学校を卒業後、ホテルの料理部に就職。
ホテル退職後、「藤木」のキッチンに入るがすぐに後を継ぐ事は考えていなかった。しばらくラーメンを依る限定でメニューにして調理したが、その後短期間だけ日曜日限定で間借りラーメン店を始めるが、清太郎・敦子が「藤木」を離れると、「藤木」に専念する。
金村→藤木奈津美
「藤木」より二駅離れたところに実家近くのベーカリー「プチ・ポワン」を開業したパン職人。
パン洋食を勧めたいと「藤木」へ売り込みに来たのがきっかけで、信一と出会い結婚する。
妊娠をきっかけにパンメニューを絞り、「藤木」へ出荷するパンが営業の中心となった（その上で敦子に代り、ホールを手伝い始めた）。
彼女の父も早世したので、母子家庭で育った。そのため、母親に甘えるのが得意ではない。
藤木奈菜子
信一と奈津美の長女、奈津美と彼女の母（信一の義母）・京子から命名した（特に最後の「子」は信一が京子に義理立てしたらしい）。
酒飲みである父のせいで、彼が良く食べるおつまみ・オニオンリングが大好物。清太郎にせがむこともある。
平田
清太郎・敦子・和久井くんが去り、スタッフ不足を憂いた美和子が募ったところ、応募して採用された初老の男性。
和久井くんと同じくホールと雑務を担当する。夜、客として現れる時は奈菜子の相手をしている。
美和子に「中学教諭」と思われているらしいが、違うようである。亡き妻が居たというほかは職業など謎が多い人物である。
人物を客観的に観察することがあり、「信一と奈津美はいい感じのライバル」と推察した。

### 近所の人々
「藤木」の常連客、加盟する商店会の人々など。
西田
「藤木」が加入している商店街・飲食店組合の会長で、米屋を営んでいる。
敦子たち「藤木」のことは承知しているかなりの事情通である。
寿司常
西田とともに飲食店組合のメンバーだが、その中では清太郎と最も懇意にしている。
口八丁で、何でも話したがる。一番付き合わされるのが清太郎で、困惑される（信一との内輪話では彼は口を出さなかった）。
会合でも彼の口八丁が進撃するので、そのたびに西田がブレーキを掛ける。
妻と長女・娘婿・次女がいる（長女に子供がいるかは不明）。長女・真希は彼と同じくガサツな性格で家族の歯ブラシを無作為に使い回す癖があったのに娘婿は反感を持っていて、離婚したいと言い出す（寿司常は別に洗えば問題ないではないかというが、奈津美はその悪癖はよくないと思っていて、娘婿を全面的に支持）。
彼は真希の離婚問題を「藤木」や「的場」に相談する。真希の悪癖問題で奈津美と衝突した彼は、清太郎と敦子に泣きつくように相談するが、二人は「真希に悪癖を治させるべきだ」と諭した（さらに信一という跡次息子が羨ましいという彼に、清太郎は徹夜で付き合うことにした）。
真希の悪癖問題も含めて、奈津美とはあまり気が合わないようである。
浅田
昼間の常連客であるおじいさんだが、午後二時のいったん閉店直前に来店する。以前大手商社の営業職にいたせいか、海外にも赴任していて同世代の中ではフォークとナイフの扱いに慣れている。妻を亡くし、息子が外国にいるので近所に一人暮らしである。平日は必ず来店するので、1週間も留守にしたときは敦子が心配して地元の役所に連絡したほどであった。
「来福軒」親子
近所の町中華を営む父息。信一が「藤木」へ転じる前に、代替わりを済ませている。息子は信一と同い年である。西田、寿司常、清太郎と一緒に「飲食店組合会議」に参加。
平松夫婦
常連客。夫は旧鉄道員で79歳、妻は74歳。子供たちが巣立ち、二人暮らし。最近、夫の認知症が進んでいる。
ポタージュ一家
クリスマス近くに来店した常連客の夫婦・娘三人連れ。娘はポタージュが好きで調子よく食べるのでメインを残して、父親が食べるケースが多い。
フライ一家
とある正月３日の土曜日に臨時開業した閉店間際に来店した、両親・二人の息子の４人家族。母は「お腹いっぱいにしてよ。家に何もないから。」と揚げ物、ライス大盛を注文。ビールのことで母に妥協された父は、母の頼んだライス大盛をハヤシライスに代えさせた。
７０代半ばの老男
寒くて人気のない夜にさっそうと来店した客。この日は日本酒とポークソテーを注文している。彼の飲みっぷりに敦子は僥倖している。
丸本一家
ご主人は「丸本工務店」を営む、常連客一家。ご主人はよく妻、娘・サヤを伴いよく来店していたが、妻の死後は行きそびれていた。ご主人とサヤはご主人妻（サヤの母）のつくるお雑煮をめぐって激論を交わす。
内田
長年「テーラー内田」を営んでいた職人であったが、妻を亡くし、後をすぐ人も居ないので廃業（二人の息子はつがなかった）。有料ホームに引っ越すと、常連で会った「藤木」に行くのは四年後のこと。夫婦の大好物は白身魚のフライ、タルタルソース掛けである。

### その他
他、「藤木」に関係する人物など。
藤木信孝
「藤木」の創業者。病気で早世した。父・孝蔵も料理人で、船の上で従事していた。
信孝の料理を食べた経験のある前客が清太郎と比べて「船の味」がすると思っていた。
藤木美和子
「藤木」の二代目オーナー。信孝の死後、「藤木」のキッチンを清太郎に一任する。
その上で信一の跡次を望んでいるが、いずれ後を継いで欲しいとおもっていたのであり、早期の「藤木」入りと清太郎・敦子の独立を夢にも思わなかったらしい（信一にはホテルでの出世といずれの跡継ぎを期待している為、ラーメンを始めたいという彼の意見に反対した）。
義妹・敦子と同じく酒好きであり、「藤木」では敦子と一緒に酒を飲む事が多い。また敦子とは衝突する事が多く、清太郎は二人の間に深入りする事を避けて、キッチンへ逃げる事が多い（的場夫妻時代も含めて「藤木」では一番口出しが多い。敦子や信一に煙たがれ、清太郎に逃げられるが、その反面奈津美とは仲がいい）。
柳原健太
父の代からわたって、「藤木」の世話になっている常連客。
父と同じく偏食気味であったが、清太郎の料理を何とか平らげていた（後に偏食は克服している）。
長女・美優の偏食を治したいと「藤木」に現れるが、彼と同様に野菜嫌いで信一たちは困惑する。
杉内一家
土曜日にお屋敷を指定して、パーティー予約した一家。予約したのは老婦人で「披露宴」という不可解な理由というので、どうしたものかと思っていると、老婦人の夫が「妻のいう通りに予約枠をお願いします」というので、そのまま予約を確保。老人夫婦は長男夫婦、次男夫婦、長女（長女は訳も分からない理由の宴会に夫を誘うわけに行かない、一人で行くと断言）を呼んでパーティーを開催。
「ターニャ」の店主家族
清太郎が取材を断ったので、代わりに取材したロシア料理店を営む一家。信一が美和子たちを連れて相談がてら来店。店主夫婦と娘、娘婿の四人家族。
鈴木久
清太郎・信孝の兄弟弟子。宇都宮で洋食店「寿々喜」を営んでいるが、息子が後を継いだ。
信一のラーメンと彼との話がきっかけとなり（敦子の勧めもあり）、清太郎は「藤木」から独立する決心を固めた。
三田村和也
信一の後輩、野心家でマスコミ受けがいい。信一とは腐れ縁のようなものである。
下町洋食の新店舗を開く為に信一の協力を仰ごうとするが、信一はあまり乗り気ではなく清太郎に止められた事もあり彼の新店舗への協力をやめた。
金村京子
奈津美の母（信一の義母）。夫に早く死なれ、女手一つで奈津美を育てた。
「藤木」の営業で忙しい信一・奈津美に代わり、奈菜子の子守りを引き受けている。奈菜子には唯一人「バアバ」と呼ばれる（敦子のことは「敦子さん」、清太郎を「ジイジ」と呼ぶ、美和子のことは「美和ちゃん」である）。
信一とはお互い（下の名前に）「さん」づけで呼んでいる。また、彼女を尊敬する信一が何度も親孝行旅行に誘っている。
明日未
奈津美の親友で、専門学校を卒業した奈津美と同期で有名なパン店にて修業をしていた（奈津美より年上だが、同期の女性は彼女たち二人だけだった事から連帯感が生まれた）。ベーカリー職人としてのライバルでもあり、奈津美より早く独立、結婚も早かった（その結婚式を奈津美に託した事から、奈津美は「藤木」を会場にすることを思いつく）。
明日未夫婦の関係者たちも飲食関係者が多く（彼女の夫も魚店を営業していて）、差し入れが有った事から結婚式では信一渾身のラーメンをほとんど食べる人はいなかったが、彼女と夫だけは食べたとの事（奈津美もそのことを信一に報告している）。
大沢
明日未夫婦の友人で肉店を営業している。妻との間に、妻の連れ子（長女）・マミ、妻との息子・小太朗がいる。
マミと小太朗はメンチカツが好きで、「藤木」でもそれを注文していた。
彼とマミは血のつながりが無い事からしっぽりとは行かず、マミは彼に気兼ねして某国立大学医学部に一本志望し、不合格になったら母の店（ケーキ店）を手伝うと述べている。結局、マミは受験した大学に無事合格、入学した。
元船舶シェフの往来客
初代（信孝）時代に来店したことがあり、それを懐かしんで清太郎がシェフを務めていた時に二度目の来店。清太郎の料理を食べた彼は、信孝時代のとは違和感があると感想を述べた。信孝の味が彼の務めていたフェリーの味があるというのである、清太郎が敦子にいぶかしげに聞くと「私たちのお父さん（孝蔵）がフェリーシェフだったの。」と教えてくれた。信孝は孝蔵に対抗して下町洋食シェフを志したが、皮肉にもフェリーの味がすると言われた。
ボルガライスの客
清太郎時代に初めてボルガライスを注文した第一号客。もともとなかったメニューであるが、清太郎が即興で彼に言われるままつくった。その後も彼がボルガライスを注文するようになり、当面は裏メニュー扱いであったが、他の客も注文するようになり、和久井君が正式メニューを探索したことから正式なメニューに昇格している。
サンタクロース論議の二組親子
各々父息・父娘連れで来店して近くの席に座るが、お互いに面識はない。サンタクロースの話をする双方の父に対して「いない」という息子・娘。
ビーフシチューの老男
清太郎が気まぐれで仕込んだビーフシチューが余ったので賄いにしようと思ったところへ来店したエッセーストで大学教授。赤ワインとビーフシチューをオーダーして堪能、彼はその翌日死亡している。
祐一の一家
和久井が「藤木」を卒業直後の春に来店した四人家族。祐一は大学進学で一人暮らしをすることになり、両親の和夫と明子は、和夫の父に「施設を出て、祐一の部屋に引っ越してはどうか。」と提案するが、和夫の父は「息子一家と一緒にいるより、他人の中で暮らすのが気軽でいい」といって、断った。
ポテトサラダの客
二人連れの客がポテトサラダと生ビールを注文。
カキフライのカップル
タイミング悪く三年越しでカキフライ目当てで来店した男と連れの女。ちなみにカキフライは日によって美和子が「三人で食べたいので」とオーダーをストップする事が有る。
ぽんちゃんバスの乗客
清太郎が信一の日曜限定で営むラーメン店を身に行こうと乗り込んだコミュニティバスで、一緒に乗り合わせたサラリーマンと老婆。サラリーマンが武骨なおにぎりを５個食べるのを見た清太郎は「お腹すいた」といい、老婆も同意。清太郎は信一のラーメンを食べる事にした。モデルは沿線にある春バス（春日部市）、杉戸町内巡回バス、久喜市内循環バス、加須市コミュニティバス、はるかぜ（足立区）などが想定される。
ビーフカツレツの客
関西から来たというサラリーマンの初見客。メニューにはないが、清太郎は即興でつくることにした。
老夫婦？と息子・娘
信一時代に来店した内縁の老夫婦と各々の連れ子（父側は娘、母側は息子）。再婚入籍したいという老夫婦に対して、娘と息子は「戸籍を入れる必要はない、（遺産とか）色々問題が起きるよ。」と反対。その話は凍結して、四人はクリームシチューをオーダー。
「キッチン・ロジータ」店主
奈津美が（奈菜子を美和子に預けて）信一を連れて銀座デートに繰り出した時に来店したレストランを営む。店主夫人の生前、奈津美は母とよく来店したらしい、信一も気に成って奈津美を誘う形になった（主人は夫人が死ぬまでホールに出る事がなかったので、奈津美のことは知らなかった）。二人はフルコースをオーダーした上で主人とお話。彼は貨客船デビューして食堂車に転籍、結婚してからはレストランを開業という。
強面男６人衆
清太郎時代に常連だった「親父」の関係者である６人が、「親父」をしのんで来店。「親父」と同じくミックスサンドと熱燗をオーダー。
オムライス母息
車いすの８０歳になる老婦人と、それを押す若い男。老婦人がどうしてもここのオムライスが食べたいというので、来店したという。

## 関連用語
常連客
「藤木」にとって大事な財産（清太郎が言うには貯金と利子が不可能な財産）であり、主人公である（清太郎が信一にそう述べて、自分達はあくまで脇役スタッフであるとしている）。彼等の中には特定のメニューしか注文しない人が多く、敦子と美和子は特定メニューに「さん」づけしたり、童顔な中年男を「ネル」さんと呼んだりする。
清太郎時代に常連となった人の中には、信一の代替わりに納得しつつも味・メニューの変化に戸惑い、清太郎が開業した「的場」に入店する人もでてきた。
また、近所の町工場を営む社長が若い取引相手・営業マンを連れて来店する際には必ず「ビフテキ定食」を推す。どうやら鉄板に盛られた熱々のステーキをごちそうするのがステータスらしく、変なメニュー改変を嫌う。一方「肉が苦手」という若者に美和子は社長に加勢して食べさせようとするが、敦子に「無理強いは良くない」と止められる。
洋食｢的場｣
清太郎が敦子とともに寂しがる美和子を振り切って「藤木」を飛び出し、同じ沿線の東向島に開業した。和風カウンター割烹の店を買い取ったので、和食店と間違えられる。
開業した場所は、信一たちの相談に対応できるほど（また、奈菜子に会いに行けるほど）でかつ「藤木」と一定の距離を保った地域ということで白羽の矢が立った（理由は信一の代替わりに不満な常連客が自分の店へ移行しないようにするためでもある）。
そういう意図から敦子は美和子に「藤木」の利用客に「的場」の場所を明確に教えないよう諭した（美和子はカレーのメニューが大変わりして困惑したかつての客には「的場」の場所を教えた）。それにもかかわらず、「的場」に来てしまう清太郎時代の客もいた。
そうしたことから、清太郎は「藤木」を大事にしたいのと、生活に少し余裕が出て来た事から営業時間を半減する。
和久井くんが大学を休学した事を知り、自分達の店で再び働かせる事にした。
商店街・近所づきあい
「藤木」が立地する商店街は戦前から住む人が多く、「藤木」ともつながりがある（商店街の人々は「藤木」の事情を承知している）。
特に清太郎時代、「藤木」を会場、清太郎が料理を提供する（商店街の）飲食店組合に依る会合がよく行われた。
中華料理店「来福軒」の主人は信一の元同級生で、信一より前に代替わりを済ませている。
清太郎末期、来福軒の新主人、会長・西田米店、寿司常などが会合のメンバーである。
読み物
「藤木」は「洋食で食事をとりながら、団欒を楽しんで欲しい」と思っている敦子たちの方針から、夜の営業では読み物はメニューしかない。
昼間は昼休みに昼食をとる勤め人が多い事から、新聞を数紙おいているが、昼の営業が終わるとすぐ片付けてしまう。
信一は一度、増収策として読み物を増やすよう提案をするが、美和子は「ながら食いで団欒の無い」食事に反発していて、信一の提案を一蹴した。
テレビ取材
清太郎時代に一度だけ「オムライスの美味しい店」として紹介された事がある。
だが、取材後の行列とそれに伴う常連客の一時的離反に清太郎たちはうんざりしていて、それからは取材を断っている。
「藤木」に断られた「秋スペシャル・沿線別”こだわり”下町の洋食屋さん」は近くのロシア料理店を取材。それを見た信一は敦子達を誘い、4人で来店した。
メニュー
「藤木」では一通り、メジャーな洋食はそろっている。だが、メニューに無い料理を注文する客もいて、少なくとも清太郎時代からはそれに対応している（メニューに無い料理でも対応できる食材さえあればリクエストに答えるようにしている）。
スタッフの意図が外れて売り切れ御免になることや逆に残ってしまう事もある。食材がかなり残るのが悩みで、その度にその食材を生かしたメニューを開発。